# Vincent Aboubakar
Vincent Aboubakar (* 22. ledna 1992, Garoua) je kamerunský profesionální fotbalista, který hraje na pozici útočníka za turecký klub Beşiktaş JK a za kamerunský národní tým.

## Klubová kariéra

### Francouzské kluby
Aboubakar přišel do Evropy v roce 2010, když se upsal francouzskému klubu Valenciennes FC. V klubu odehrál tři sezóny a v roce 2013 přestoupil do Lorientu. Dohromady ve francouzské nejvyšší soutěži odehrál 109 utkání, ve kterých vstřelil 26 branek.

### FC Porto
V létě 2014 opustil francouzský klub FC Lorient a přestoupil do portugalského Porta, se kterým podepsal čtyřletý kontrakt. Transfer sice málem zhatila zdravotní prohlídka, která odhalila problémy s koleny, nakonec se ale vše podařilo dotáhnout do úspěšného konce.

#### Beşiktaş (hostování)
Po dvou letech v modrobílých barvách Porta odešel na roční hostování s opcí do tureckého Beşiktaşe.

#### Návrat do Porta
Turecký klub si však Aboubakara neponechal, když nevyužil opci ve výši 10 milionů euro. V návaznosti na skvělý úvod sezony 2017/18 si Aboubakar v říjnu 2017 vysloužil i novou smlouvu.

### Beşiktaş
Aboubakar hlavně vinou zdravotních problémů vypadl na jaro 2020 ze sestavy Porta, a tak v létě podal žádost o přestup. V září 2020 pak přestoupil do Beşiktaşe, kde v sezóně 2016/17 již hostoval.

### An-Nassr
V září 2021 se upsal na tři roky saúdskoarabskému klubu An-Nassr FC.
V lednu 2023 přišel do klubu Cristiano Ronaldo. An-Nassr měl problém s povolenou kvótou pro cizince, a tak se uvažovalo o tom, že by Aboubakar mohl dostat výpověď.

### Beşiktaş (třetí angažmá)
Dne 21. ledna 2023 ukončil Aboubakar smlouvu s An-Nassrem a jako volný hráč přestoupil zpátky do tureckého Beşiktaşe, se kterým podepsal smlouvu do roku 2025 s opcí na další sezonu.
Hatayspor
"Podepsali jsme roční smlouvu se zkušeným útočníkem Vincentem Aboubakarem," uvedl Hatayspor v příspěvku na sociálních sítích.

## Reprezentační kariéra
V A-mužstvu Kamerunu debutoval debutoval v roce 2010.
Na africkém šampionátu 2017 konaném v Gabonu slavil s kamerunským národním týmem titul.

### Africký pohár národů 2021
9. ledna 2022 se představil v úvodním zápase Afrického poháru národů s Burkinou Faso. Přestože Kamerun prohrával 0:1, otočil Aboubakar sám výsledek zápasu na 2:1. Kapitán mužstva proměnil obě nařízené penalty. Také další soupeř v podobě Etiopie čtyři dny nato otevřel skóre proti Kamerunu jako první. K obratu na 4:1 přispěl dalšími dvěma góly v rozmezí dvou minut. V souboji o třetí místo a bronzové medaile prohrával Kamerun 5. února s Burkinou Faso již 0:3, ale v 72. minutě dokázal manko snížit. Aboubakar vstřelil po příchodu na hřiště dva góly v 85. a 88. minutě a srovnal na 3:3. Kamerun nakonec uspěl v penaltovém rozstřelu 5:3. Celkově na turnaji vstřelil osm gólů a obdržel proto Zlatou kopačku pro nejlepšího střelce.

### Mistrovství světa 2022
V listopadu 2022 byl Aboubakar nominován na závěrečný turnaj Mistrovství světa ve fotbale 2022. V prvním zápase proti Švýcarsku odehrál pouze posledních 15 minut po vystřídání Erica Maxima Choupo-Motinga; prohře 0:1 zabránit nedokázal. V utkání proti Srbsku se opět neobjevil v základní sestavě, v 55. minutě se však na hřiště dostal a o osm minut později gólem snížil na 2:3 a v 66. minutě asistoval na gól Choupo-Motinga na konečných 3:3. Za svůj výkon byl odměněn oceněním pro nejlepšího hráče utkání. Poslední utkání proti Brazílii odehrál celé a v 92. minutě jediným gólem v utkání rozhodl o výhře Kamerunu 1:0, následně si však při oslavě sundal dres za což vyfasoval druhou žlutou kartu a byl vyloučen. I přesto byl podruhé na turnaji zvolen hráčem utkání. I přes výhru však Kamerun do vyřazovací fáze turnaje nepostoupil.